# Casa în care a locuit scriitorul Nichita A. Marcov (Dubăsari)
Casa în care a locuit scriitorul Nichita A. Marcov este o clădire amplasată pe str. Școlii în Dubăsari, Republica Moldova. Este un monument istoric de importanță națională inclus în Registrul monumentelor Republicii Moldova ocrotite de stat cu nr. 369 (raionul Dubăsari).